# Wakusei Daisensō
Wakusei Daisensō (japonês: 惑星大戦争; palop/prt: Guerra no Espaço), distribuído internacionalmente como The War in Space, é um filme de ficção científica japonês de 1977, realizado por Jun Fukuda.

## Sinopse
A Terra é atacada por naves espaciais extraterrestres vindas de Vénus. Mas um cientista japonês construiu uma nave espacial, a Gohten, com a qual pode salvar a humanidade.

## Lançamento

### Portugal
O filme estreou nos cinemas portugueses a 10 de outubro de 1979, distribuído pela Filmitalus.
Estreou na televisão portuguesa a 25 de novembro de 1982, na RTP2.